# 布施站
布施站（日语：／ Fuse eki */?）是近畿日本鐵道（近鐵）的鐵路車站，位於大阪府東大阪市長堂一丁目。

## 車站構造
大阪線與奈良線的月台處於不同樓層，是2層式高架車站。大阪線（3樓）、奈良線（4樓）皆為島式1面2線的月台，並在兩側各設通過線。受通過線影響，大阪線月台是2、3號月台；奈良線月台是6、7號月台。閘機設2處。

### 月台配置
| 月台       | 路線   | 方向 | 目的地                                         |
| ---------- | ------ | ---- | ---------------------------------------------- |
| 大阪線月台 |        |      |                                                |
| 2          | 大阪線 | 下行 | 河內國分、大和八木方向 名古屋方向 伊勢志摩方向 |
| 3          | 大阪線 | 上行 | 鶴橋、大阪上本町方向                           |
| 奈良線月台 |        |      |                                                |
| 6          | 奈良線 | 下行 | 東花園、大和西大寺、奈良方向                   |
| 7          | 奈良線 | 上行 | 大阪上本町、大阪難波、尼崎、神戶三宮方向       |

- 1號月台（下行）與4號月台（上行）是大阪線的通過線；5號月台（下行）與8號月台（上行）是奈良線的通過線，月台欠號。
- 奈良線側的副本線間近河內永和站一側設有緊急渡線，7號月台可向奈良方向開出。
- 月台有效長度在兩線都是10節編組，但奈良線側的10節編組停靠只限一部分回廠列車。

### 配線圖
| ← 難波線 大阪難波、尼崎、 神戶三宮方向 | 近鐵 大阪上本町站－布施站間 構內配線略圖       | → 奈良線 生駒、大和西大寺 、奈良方向 |
| | ↓ 大阪線 大和八木、伊勢中川、 賢島、名古屋方向 |                                      |
| 图例 参考文献：※參考以下製成。 * 祖田圭介、「特集 短絡線ミステリー4 複々線を探る」、『鉄道ファン』 第41巻2号（通巻第478号） 2001年2月号、38頁、交友社、2001年。 * 近畿日本鉄道 公式ホームページ - 構内図 大阪上本町駅、および－ 鶴橋駅 圖片左起大阪上本町、鶴橋、今里、布施各站 ■：奈良線、■：大阪線、▲：難波到發的大阪線特急路線 白線網格是下車專用月台 布施站的紅色實線內（4樓）是紅色虛線內（3樓）的正上方 鶴橋站月台上有大阪環狀線上跨，本圖省略。 |                                                |                                      |

## 使用情況
2018年11月13日1日上下車人次為39,370人。
近年1日上下車、上車人次如下表。
| 年度               | 特定日   | 特定日     | 特定日   | 1日平均 上車人次 | 來源   |
| 年度               | 調查日   | 上下車人次 | 上車人次 | 1日平均 上車人次 | 來源   |
| ------------------ | -------- | ---------- | -------- | ---------------- | ------ |
| 1990年（平成02年） | 11月06日 | 69,172     | 34,664   | 33,486           | [ 4 ]  |
| 1991年（平成03年） | -        | -          | -        | 33,007           |        |
| 1992年（平成04年） | 11月10日 | 68,707     | 34,235   | 32,256           | [ 5 ]  |
| 1993年（平成05年） | -        | -          | -        | 31,365           |        |
| 1994年（平成06年） | -        | -          | -        | 30,499           |        |
| 1995年（平成07年） | 12月05日 | 64,226     | 32,252   | 30,139           | [ 6 ]  |
| 1996年（平成08年） | -        | -          | -        | 29,901           |        |
| 1997年（平成09年） | -        | -          | -        | 28,725           |        |
| 1998年（平成10年） | 11月10日 | 59,380     | 29,871   | 27,893           | [ 7 ]  |
| 1999年（平成11年） | -        | -          | -        | 25,931           |        |
| 2000年（平成12年） | 11月07日 | 54,627     | 27,077   | 25,229           | [ 8 ]  |
| 2001年（平成13年） | -        | -          | -        | 25,459           |        |
| 2002年（平成14年） | -        | -          | -        | 24,237           |        |
| 2003年（平成15年） | 11月11日 | 48,634     | 24,346   | 23,577           | [ 9 ]  |
| 2004年（平成16年） | -        | -          | -        | 23,045           |        |
| 2005年（平成17年） | 11月08日 | 48,527     | 24,176   | 22,773           | [ 10 ] |
| 2006年（平成18年） | -        | -          | -        | 22,627           |        |
| 2007年（平成19年） | -        | -          | -        | 21,753           |        |
| 2008年（平成20年） | 11月18日 | 41,876     | 20,847   | 20,219           | [ 11 ] |
| 2009年（平成21年） | -        | -          | -        | 19,330           |        |
| 2010年（平成22年） | 11月09日 | 39,448     | 19,538   | 18,971           | [ 12 ] |
| 2011年（平成23年） | -        | -          | -        | 18,502           |        |
| 2012年（平成24年） | 11月13日 | 38,072     | 18,898   | 18,531           | [ 13 ] |
| 2013年（平成25年） | -        | -          | -        | 18,902           |        |
| 2014年（平成26年） | -        | -          | -        | 18,580           |        |
| 2015年（平成27年） | 11月10日 | 38,240     | 19,007   | 18,830           | [ 14 ] |
| 2016年（平成28年） | -        | -          | -        | 18,994           |        |
| 2017年（平成29年） | -        | -          | -        | 19,462           |        |
| 2018年（平成30年） | 11月13日 | 39,370     | 19,614   |                  | [ 15 ] |

## 相鄰車站
近畿日本鐵道
大阪線
- □特急一部分停靠站（白天時大阪上本町⇔鳥羽到發的一部分列車停靠）

■快速急行
通過
■急行 
鶴橋（D04）－布施（D06）－河內國分（D18）
■準急、■區間準急
鶴橋（D04）－布施（D06）－近鐵八尾（D11）
■普通
今里（D05）－布施（D06）－俊德道（D07）
- 在近畿大學入學考試當天，部分急行、準急、區間準急列車可能會在長瀨站（D08）臨時停車。

 奈良線
■快速急行
通過
■急行
鶴橋（A04）－布施（A06）－石切（A16）
■準急、■區間準急
鶴橋（A04）－布施（A06）－河內小阪（A08）
■普通
今里（A05）－布施（A06）－河內永和（A07）
- 東大阪市花園橄欖球場有大型比賽時，部分急行列車會在東花園站（A12）臨時停車。

## 外部連結
- 布施 - 近畿日本鐵道